# Папа Гітлера
«Папа Гітлера» (англ. Hitler's Pope) — книга, опублікована 1999 року колишнім семінаристом, істориком і журналістом Джоном Корнвеллом (англ. John Cornwell).
У своїй праці він досить критично дослідив дії папи римського Пія XII, спрямовані на легітимізацію нацистського режиму в Німеччині 1933 року, зокрема, укладення конкордату з гітлерівською владою. Корнвелл критикує також діяльність папи під час Другої світової війни. Книга спричинила негативну реакцію низки авторів, у тому числі католицьких, які наголосили на ігноруванні низки фактів, що вказують, з їхньої точки зору, на більш гідну позицію папи у війні.